# Hemiargus
Hemiargus is een geslacht van vlinders van de familie van de Lycaenidae, uit de onderfamilie van de Polyommatinae. De soorten van dit geslacht komen voor op het Amerikaanse continent.

## Soorten
- H. ceraunus (Fabricius, 1793)
- H. hanno (Stoll, 1790)
- H. ramon Dognin, 1887)

### Status onduidelijk
- H. teste Bethune-Baker